# Canton de Poissy
Pour les articles homonymes, voir Poissy (homonymie).
Le canton de Poissy est une division administrative française, située dans le département des Yvelines et la région Île-de-France.
Institué en 1800, il est supprimé lors du démembrement du département de Seine-et-Oise en 1967 avant de d'être recréé lors du redécoupage cantonal de 2014 en France.

## Représentation

### Conseillers généraux de 1833 à 1967
| Période | Période      | Identité                              | Étiquette            | Qualité |
| ------- | ------------ | ------------------------------------- | -------------------- | --- |
| 1833    | 1836         | Siméon Coffinières                    |                      | Avocat à la Cour royale de Paris, maire d'Achères                                                             |
| 1836    | 1845         | Jean Séraphin Gautier                 |                      | Propriétaire à Poissy, avocat,greffier en chef du Tribunal de 1re Instance de Paris                           |
| 1845    | 1848         | Pierre François Basset                |                      | Ancien trésorier au Ministère de la Guerre Maire de Poissy (1843-1848)                                        |
| 1848    | 1852         | Adolphe Bezanson                      | Droite               | Suppléant du Juge de paix, notaire à Poissy Représentant du Peuple (1848-1849)                                |
| 1852    | 1867         | Baron puis Comte Louis Napoléon Lepic | Conservateur         | Officier d'ordonnance du Prince Louis-Napoléon Bonaparte Député (1849-1851), propriétaire à Andrésy           |
| 1867    | 1898         | Baron Léonce Hély d'Oissel            | Libéral              | Banquier - Conseiller d'État Député (1889-1893), maire de Poissy (1867-1878)                                  |
| 1898    | 1904         | Charles-Philippe Maréchal             | Rad.                 | Architecte, maire de Poissy (1896-1906), conseiller d'arrondissement                                          |
| 1904    | 1911 (décès) | Maurice Berteaux                      | Rad.                 | Agent de change Maire de Chatou (1891-1911) Député (1893-1911), Ministre de la Guerre                         |
| 1911    | 1925 (décès) | Hugues Le Roux                        | Républicain          | Journaliste et publiciste, Saint-Germain-en-Laye Sénateur (1920-1925) Propriétaire rue de Vaugirard à Paris   |
| 1926    | 1940         | Paul Caffin (1887-1955)               | RG                   | Exploitant agricole (fruiticulteur), ancien adjoint au maire de Poissy Nommé conseiller départemental en 1943 |
|         |              |                                       |                      | |
| 1943    | 1945         | Paul Dromel                           |                      | Conseiller municipal de Poissy Nommé conseiller départemental en 1943                                         |
|         |              |                                       |                      | |
| 1945    | 1951         | André Calas (1896-1990)               | MRP                  | Maire de Maurecourt (1947-1951)                                                                               |
| 1951    | 1964         | René Jollivet                         | RPF puis RS puis DVD | Propriétaire à Conflans-Sainte-Honorine Président du Conseil général de Seine-et-Oise (1956-1958 ; 1961-1964) |
| 1964    | 1967         | Léon Touhladjian                      | UNR                  | Pharmacien-radiographe Maire de Poissy (1951-1968) Elu en 1967 dans le Canton de Poissy-Nord                  |

### Conseillers d'arrondissement (de 1833 à 1940)
Le canton de Poissy appartenait à l'arrondissement de Versailles.
| Période                                  | Période      | Identité                                 | Étiquette | Qualité |
| ---------------------------------------- | ------------ | ---------------------------------------- | --------- | --- |
| 1833                                     | 1836         | M. Gallois                               |           | Cultivateur aux Alluets                                                                                     |
| 1836                                     | 1842         | Nicolas Vallery                          |           | Propriétaire, maire de Triel-sur-Seine (1829-1833)                                                          |
| 1842                                     | 1848         | Auguste Bezanson (1811-1857)             |           | Notaire à Poissy                                                                                            |
|                                          |              |                                          |           | |
| 1852                                     | 1867         | Laurent Edouard Courant                  |           | Maire de Poissy (1848-1867)                                                                                 |
| 1867                                     | 1877         | Placide Bonnet-Claire                    |           | Maire de Triel-sur-Seine (1860-1876)                                                                        |
| 1877                                     | 1880         | Jean-Baptiste Sévère Tallois (1815-1886) |           | Ancien négociant (bijoutier), conseiller municipal de Triel-sur-Seine                                       |
| 1880                                     | 1895         | Ernest Vallée                            |           | Propriétaire de carrières, maire de Triel-sur-Seine (1876-1888)                                             |
| 1895                                     | 1898         | Charles Philippe Maréchal                | Radical   | Architecte, maire de Poissy (1896-1906)                                                                     |
| 1898                                     | 1901         | René Gonse                               |           | Propriétaire, adjoint au maire de Poissy                                                                    |
| 1901                                     | 1925         | Théophile Frédéric Chartier (1845-1926)  |           | Boucher, maire d'Orgeval (1892-1925), propriétaire à Orgeval et à Paris, rue du Faubourg Montmartre         |
| 1925                                     | 1933 (décès) | Paul Maréchal (1859-1933)                | Radical   | Architecte inspecteur des monuments historiques, propriétaire, maire de Poissy (1932-1933)                  |
| 1933                                     | 1937         | Élie Urbin                               |           | Maire de Triel-sur-Seine (1929-1941), propriétaire rue Mariotte à Paris                                     |
| 1937                                     | 1940         | Eugène Chanet                            | SFIO      | Allumeur de gaz à Paris, conseiller municipal puis adjoint au maire de Poissy                               |
| 1940                                     |              |                                          |           | Les conseils d'arrondissement ont été suspendus par la loi du 12 octobre 1940 et n'ont jamais été réactivés |
| Les données manquantes sont à compléter. |              |                                          |           | |

### Conseillers départementaux depuis 2015
| Période élective | Période élective | Mandat | Mandat   | Identité       | Nuance | Nuance | Qualité                                                                              |
| ---------------- | ---------------- | ------ | -------- | -------------- | ------ | ------ | ------------------------------------------------------------------------------------ |
| 2015             | 2021             | 2015   | 2021     | Karl Olive     |        | DVD    | Journaliste sportif Maire de Poissy                                                  |
| 2015             | 2021             | 2015   | 2021     | Élodie Sornay  |        | LR     | Maire-adjointe d'Achères                                                             |
| 2021             | 2028             | 2021   | en cours | Suzanne Jaunet |        | LR     | Chef d'entreprise Adjointe au maire d'Achères                                        |
| 2021             | 2028             | 2021   | en cours | Karl Olive     |        | LREM   | Conseiller sortant, 3e Vice-président délégué à la Communication et au Porte-parolat |

### Résultats détaillés

#### Élections de mars 2015
À l'issue du 1er tour des élections départementales de 2015, deux binômes sont en ballottage : Karl Olive et Elodie Sornay (UMP, 47,02 %) et Jérôme D'Halluin et Sophie Terrier-Nicolle (FN, 18,99 %). Le taux de participation est de 40,39 % (17 634 votants sur 43 654 inscrits) contre 45,34 % au niveau départemental et 50,17 % au niveau national.
Au second tour, Karl Olive et Élodie Sornay (UMP) sont élus avec 78,26 % des suffrages exprimés et un taux de participation de 39,66 % (12 209 voix pour 17 315 votants et 43 654 inscrits).

#### Élections de juin 2021
Le premier tour des élections départementales de 2021 est marqué par un très faible taux de participation (33,26 % au niveau national). Dans le canton de Poissy, ce taux de participation est de 29,15 % (12 948 votants sur 44 426 inscrits) contre 33,61 % au niveau départemental. À l'issue de ce premier tour, deux binômes sont en ballottage : Suzanne Jaunet et Karl Olive (DVD, 61,02 %) et Salah Anouar et Michèle Foubert (Union à gauche avec des écologistes, 26,58 %).
Le second tour des élections est marqué une nouvelle fois par une abstention massive équivalente au premier tour. Les taux de participation sont de 34,36 % au niveau national, 35,23 % dans le département et 30,66 % dans le canton de Poissy. Suzanne Jaunet et Karl Olive (DVD) sont élus avec 70,57 % des suffrages exprimés (9 187 voix pour 13 623 votants et 44 436 inscrits),,. 

## Composition

### De sa création à 1967 (Seine-et-Oise)
Communes de : Poissy, Les Alluets-le-Roi, Andrésy, Carrières-sous-Poissy, Chanteloup, Conflans-Sainte-Honorine, Crespières, Davron, Maurecourt, Médan, Morainvilliers, Orgeval, Thiverval, Triel-sur-Seine, Verneuil-sur-Seine, Vernouillet et Villennes-sur-Seine.

### Depuis 2015
| Nom                            | Code Insee | Intercommunalité             | Superficie (km2) | Population (dernière pop. légale) | Densité (hab./km2) | Modifier                                    |
| ------------------------------ | ---------- | ---------------------------- | ---------------- | --------------------------------- | ------------------ | ------------------------------------------- |
| Poissy (bureau centralisateur) | 78498      | CU Grand Paris Seine et Oise | 13,28            | 40 792 (2022)                     | 3 072              | modifier les données · modifier les données |
| Achères                        | 78005      | CU Grand Paris Seine et Oise | 9,44             | 21 663 (2022)                     | 2 295              | modifier les données · modifier les données |
| Carrières-sous-Poissy          | 78123      | CU Grand Paris Seine et Oise | 7,19             | 19 951 (2022)                     | 2 775              | modifier les données · modifier les données |
| Canton de Poissy               | 7813       |                              | 29,91            | 82 406 (2022)                     | 2 755              | modifier les données                        |

## Démographie
En 2022, le canton comptait 82 406 habitants, en évolution de +11,35 % par rapport à 2016 (Yvelines : +2,72 %, France hors Mayotte : +2,11 %).
| 2013   | 2018   | 2022   |
| ------ | ------ | ------ |
| 72 548 | 75 659 | 82 406 |